# 로데어 블루토
로테르 블뤼토(프랑스어: Lothaire Bluteau, 1957년 4월 14일 ~ )는 캐나다의 배우이다.

## 출연 작품
- 그레이비 (2015)
- 리그레션 (2015)
- 앙드레 마티유 (2010)
- 인컨시버블 (2008)
- 스노우 버디 (2008)
- 워크 올 오버 미 (2007)
- 디서피어런스 (2006)
- 디솔레이션 사운드 (2005)
- 데드 히트 (2002)
- 어바니아 (2000)
- 애니멀스(영어판) (1998)
- 더블 스나이퍼 (1998)
- 벤트 (1997)
- 노스트로모 (1996)
- 나는 앤디 워홀을 쏘았다 (1996)
- 고백 (1995)
- 다른 목소리, 다른 공간 (1995)
- 올란도 (1993)
- 더 사일런트 터치 (1992)
- 미세스 아리스 고즈 투 패리스 (1992)
- 블랙 로브 (1991)
- 몬트리올 예수 (1989)

### 텔레비전
- Law & Order : 성범죄전담반 1 (1999)
- 튜더스 1 : 왕의 여자들 (2007)